# Diocesi di Witbank
La diocesi di Witbank (in latino Dioecesis Vitbankensis) è una sede della Chiesa cattolica in Sudafrica suffraganea dell'arcidiocesi di Johannesburg. Nel 2022 contava 126.000 battezzati su 3.147.000 abitanti. È retta dal vescovo Xolelo Thaddaeus Kumalo.
I santi patroni della diocesi sono San Pietro Claver e Santa Teresa di Gesù Bambino.

## Territorio
La diocesi comprende parte delle province sudafricane di Mpumalanga e di Limpopo, e precisamente i distretti di Barberton, Belfast, Carolina, Kamhlushwa, Lydenburg, Mapulaneng, Mhala, Middelburg, Nebo, Nelspruit, Nsikazi, Pilgrim's Rest, Sekhukhune, Waterval-Boven, White River, Witbank, e parte di quelli di Eerstehoek e di Groblersdal.
Sede vescovile è la città di Witbank, dove si trova la cattedrale di Cristo Re.
Il territorio si estende su 56.886 km² ed è suddiviso in 23 parrocchie.

### Parrocchie
- Christ the King Cathedral (cattedrale), Witbank (Emalahleni)
- Sacred Heart,	Ackerville
- St Joseph Mukasa, KwaGuqa Ext.
- Maria Assumpta,	Acornhoek
- St Anthony,	Barberton
- St Anne,	Belfast
- St Paul,	Burgersfort
- Holy Family,	Bushbuckridge
- Holy Trinity,	Elukwatini
- Queen of the Holy Rosary, Glen Cowie
- St Joseph,	Hazyview
- St Kizito,	Lebombo
- Christ the King, Luckau
- Sacred Heart,	Lydenburg
- St Michael,	Mashabela
- St Joseph,	Middleburg
- St Peter,	Nelspruit
- Uganda Martyrs,	Sekhukhune
- St Andrew,	Steelpoort
- St Mark,	White River
- St Daniel Comboni, Ogies

### Conventi
- Benedictine Sisters of St Alban, EluKwatini
- Daughters of the Immaculate Heart of Mary, Glen Cowie
- Dominican Sisters of King William's Town, Witbank
- Franciscan Missionaries of Mary, Malelane
- Franciscan Sisters of the Immaculate Conception, Middelburg
- Holy Family Sisters, Groblersdal
- Loreto Sisters, Witbank
- School Sisters of St Francis, Barberton
- Sisters of St Vicent de Paul, Badplaas

## Storia
La prefettura apostolica di Lydenburg fu eretta il 12 giugno 1923 con il breve In dissitis potissimum di papa Pio XI, ricavandone il territorio dal vicariato apostolico del Transvaal (oggi arcidiocesi di Johannesburg).
La prefettura apostolica fu elevata a vicariato apostolico il 9 dicembre 1948 con la bolla Si Evangelii praeconum di papa Pio XII.
L'11 gennaio 1951 per effetto della bolla Suprema Nobis dello stesso papa Pio XII il vicariato apostolico fu elevato a diocesi e assunse il nome di diocesi di Lydenburg.
Il 23 giugno 1958 cedette una porzione del suo territorio a vantaggio dell'erezione della prefettura apostolica di Volksrust (oggi diocesi di Dundee).
Il 13 settembre 1964 cambiò nome in favore di diocesi di Lydenburg-Witbank e ha assunto il nome attuale il 10 novembre 1987.
Il 5 giugno 2007 ha cambiato provincia ecclesiastica, passando da Pretoria a Johannesburg.

## Cronotassi dei vescovi
Si omettono i periodi di sede vacante non superiori ai 2 anni o non storicamente accertati.
- Daniel Kauczor, M.C.C.I. † (27 luglio 1923 - 1926 dimesso)
- Alois Mohn, M.C.C.I. † (10 dicembre 1926 - 1939 dimesso)
- Johannes Riegler, M.C.C.I. † (30 giugno 1939 - 6 ottobre 1955 deceduto)
- Anthony Reiterer, M.C.C.I. † (29 febbraio 1956 - 25 febbraio 1983 ritirato)
- Mogale Paul Nkhumishe † (9 gennaio 1984 - 17 febbraio 2000 nominato vescovo di Pietersburg)
- Paul Mandla Khumalo, C.M.M. (2 ottobre 2001 - 24 novembre 2008 nominato arcivescovo di Pretoria)
- Giuseppe Sandri, M.C.C.I. † (6 novembre 2009 - 30 maggio 2019 deceduto)
- Xolelo Thaddaeus Kumalo, dal 25 novembre 2020

## Statistiche
La diocesi nel 2022 su una popolazione di 3.147.000 persone contava 126.000 battezzati, corrispondenti al 4,0% del totale.
| anno | popolazione | popolazione | popolazione | presbiteri | presbiteri | presbiteri | presbiteri                | diaconi | religiosi | religiosi | parrocchie |
| anno | battezzati  | totale      | %           | numero     | secolari   | regolari   | battezzati per presbitero | diaconi | uomini    | donne     | parrocchie |
| ---- | ----------- | ----------- | ----------- | ---------- | ---------- | ---------- | ------------------------- | ------- | --------- | --------- | ---------- |
| 1950 | 7.650       | 795.000     | 1,0         | 30         |            | 30         | 255                       |         | 18        | 61        | 14         |
| 1970 | 30.500      | 1.060.000   | 2,9         | 45         | 6          | 39         | 677                       |         | 60        | 95        | 22         |
| 1980 | 77.000      | 1.310.000   | 5,9         | 36         | 6          | 30         | 2.138                     |         | 49        | 95        | 20         |
| 1990 | 156.500     | 2.300.000   | 6,8         | 27         | 7          | 20         | 5.796                     | 10      | 28        | 90        | 20         |
| 1999 | 105.000     | 2.585.000   | 4,1         | 37         | 11         | 26         | 2.837                     | 9       | 31        | 63        | 20         |
| 2000 | 105.000     | 2.642.000   | 4,0         | 36         | 12         | 24         | 2.916                     | 8       | 27        | 62        | 20         |
| 2001 | 105.000     | 2.461.000   | 4,3         | 38         | 14         | 24         | 2.763                     | 8       | 27        | 62        | 20         |
| 2002 | 105.000     | 2.461.000   | 4,3         | 37         | 13         | 24         | 2.837                     | 8       | 27        | 61        | 20         |
| 2003 | 105.000     | 2.461.000   | 4,3         | 35         | 13         | 22         | 3.000                     | 7       | 24        | 61        | 20         |
| 2004 | 103.278     | 2.528.000   | 4,1         | 41         | 16         | 25         | 2.518                     | 8       | 26        | 62        | 20         |
| 2010 | 106.900     | 2.674.000   | 4,0         | 34         | 17         | 17         | 3.144                     | 5       | 17        | 52        | 22         |
| 2014 | 111.500     | 2.783.000   | 4,0         | 32         | 17         | 15         | 3.484                     | 4       | 17        | 59        | 22         |
| 2017 | 117.700     | 2.938.780   | 4,0         | 36         | 18         | 18         | 3.269                     | 14      | 22        | 58        | 23         |
| 2020 | 122.540     | 3.061.000   | 4,0         | 36         | 26         | 10         | 3.403                     | 14      | 13        | 54        | 23         |
| 2022 | 126.000     | 3.147.000   | 4,0         | 31         | 17         | 14         | 4.064                     | 14      | 16        | 46        | 23         |